# Silvia Maria Engl

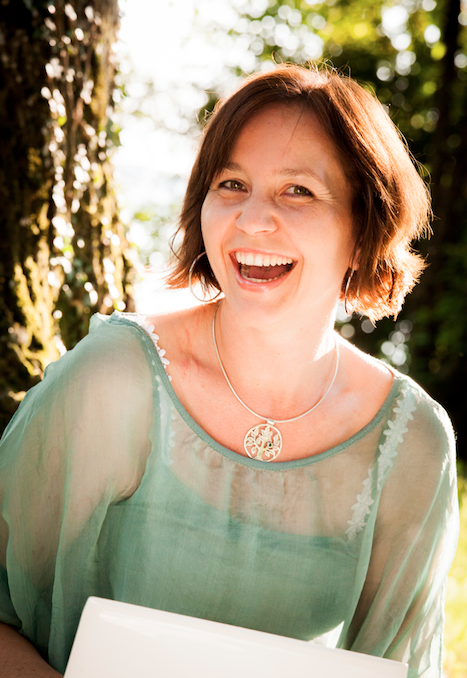
Silvia Maria Engl (2013)

Silvia Maria Engl (* 1. Februar 1977 in Deggendorf) ist eine deutsche Sachbuchautorin. Seit 2011 lebt sie in München.

## Leben

### Ausbildung und Tätigkeit als Lehrerin
Silvia Maria Engl wuchs im Bayerischen Wald auf. Nach dem Abitur nahm sie 1996 in Passau das Lehramtsstudium für Gymnasien für die Fächer Germanistik und Geografie auf. Nach zwei Semestern wechselte sie von Geografie zu Anglistik. Später ergänzte sie ihre Studienfächer um den Magisterstudiengang British Cultural Studies. 1999/2000 arbeitete sie als Foreign Language Assistant in Maidstone, Kent, England. Nach dem Ersten Staatsexamen war sie für ein halbes Jahr an der privaten Internatsschule im Schloss Salem als Unterrichts- und Internatsassistenz tätig, bevor sie im Herbst 2004 ihr Referendariat antrat. 2006 legte sie ihr Zweites Staatsexamen ab und begann zu unterrichten, nahm von 2012 bis 2014 eine Auszeit und schied 2016 auf eigenen Wunsch aus dem Bayerischen Beamtendienst aus. Sie ist heute u. a. als Autorin, Coach und Unternehmerin tätig.

### Autorentätigkeiten
Ende 2009 begann Engl, sich mit Mentaltraining zu beschäftigen und absolvierte eine Mentaltrainerausbildung. Danach beschäftigte sie sich vertieft mit verschiedenen Themen rund um Spiritualität. Im Mai 2011 begann sie zu bloggen und schreibt seit 2013 als freie Autorin u. a. für das Engelmagazin.
2012 verließ sie den Schuldienst. Nach einigen Monaten in München ging sie für vier Monate auf ihre zweite Indienreise, wo sie u. a. ihre Yogalehrerausbildung in Rishikesh absolvierte. Dort blieb sie für einen Monat als Meditationslehrerin. Im Herbst 2013 brach sie dann erneut für drei Monate zu einer Asienreise auf und reiste auf die Philippinen und nach Thailand, wo sie an ihrer ersten Vipassana-Meditation teilnahm.
2014 wurde ihr Erstling Meine 26 Egos und ich im Schirner Verlag veröffentlicht. Engl hält heute Seminare, berät Einzelpersonen und hält Vorträge im In- und Ausland.

## Werke (Auswahl)
Ihre Bücher sind bisher ausnahmslos in dem auf Esoterica, Gesundheitsthemen und Ratgeber spezialisierten Schirner Verlag erschienen:
- Meine 26 Egos und ich. Ein Wegweiser zu mehr Lebensfreude und Selbstverwirklichung. Darmstadt: Schirner 2014. ISBN 978-3-8434-1161-5
- Schluss mit den Zweifeln! Entdecke deinen Wahrheitspunkt und deine Intuition Schirner Verlag, 2015. ISBN 978-3-8434-8313-1
- Mein spirituelles Ego und ich. Hältst du dich für spirituell oder bist du es schon? Ein Aufrüttelbuch. Schirner Verlag, 2015. ISBN 978-3-8434-1210-0
- Mit aller Macht Entscheidungen treffen. Wie du bewusst und vertrauensvoll dein Leben verändern kannst. Schirner Verlag, 2016. ISBN 978-3-8434-5135-2
- Frag dich frei! Wie du dich mit den richtigen Fragen aus alten Blockaden befreist. Schirner Verlag, 2016. ISBN 978-3-8434-6322-5
- Autogenes Training und Lebensfreude: Ganz entspannt innere Power gewinnen. CD zusammen mit Abbas Schirmohammadi, Schirner Verlag, 2017. ISBN 978-3-8434-8346-9
- Raus aus der Rachefalle! Das Ende verdeckter Selbstsabotage und der Beginn eines freien Lebens. Ein Buch, das dein Leben verändern wird. Schirner Verlag, 2017. ISBN 978-3-8434-1291-9
- Mission: Ruhe im Karton! Wie 10 Tage Meditation mein Leben total veränderten. Ein Vipassana Erfahrungsbericht. Schirner Verlag, 2017. ISBN 978-3-8434-1305-3